# Tharra costata
Tharra costata är en insektsart som beskrevs av Nielson 1975. Tharra costata ingår i släktet Tharra och familjen dvärgstritar. Inga underarter finns listade i Catalogue of Life.